# 아소시아상 지스포르치바 헤크리아치바 이 쿨투랄 이카사
아소시아상 지스포르치바 헤크리아치바 이 쿨투랄 이카사는 이카사로 잘 알려진 브라질의 축구단으로 세아라주의 주아제이루두노르치를 연고로 한다. 현재 캄페오나투 브라질레이루 세리에 B에 참가하고 있다.